# Arno Fischer (Techniker)

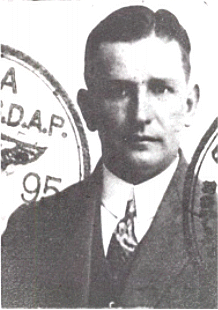
Arno Fischer

Arno Fischer (* 12. Oktober 1898 in Neustadt bei Coburg; † 27. November 1982 in Rottenbuch) war ein Maschinenbautechniker und deutscher Politiker (NSDAP).

## Leben
Arno Fischer wurde 1898 als uneheliches Kind geboren und besuchte in Neustadt bei Coburg die Volks- und Gewerbeschule. Nach einer Lehre zum Maschinenschlosser folgte ab Juni 1917 seine Teilnahme am Ersten Weltkrieg. Danach war er bis Ende August 1919 Angehöriger der Reichswehrbrigade des freiwilligen Landesjägerkorps. In den 1920er Jahren arbeitete Fischer in verschiedenen Maschinenbauwerkstätten. Anfang 1931 betrieb er in Coburg eine Kraftfahrzeugreparaturwerkstätte und Fahrschule.

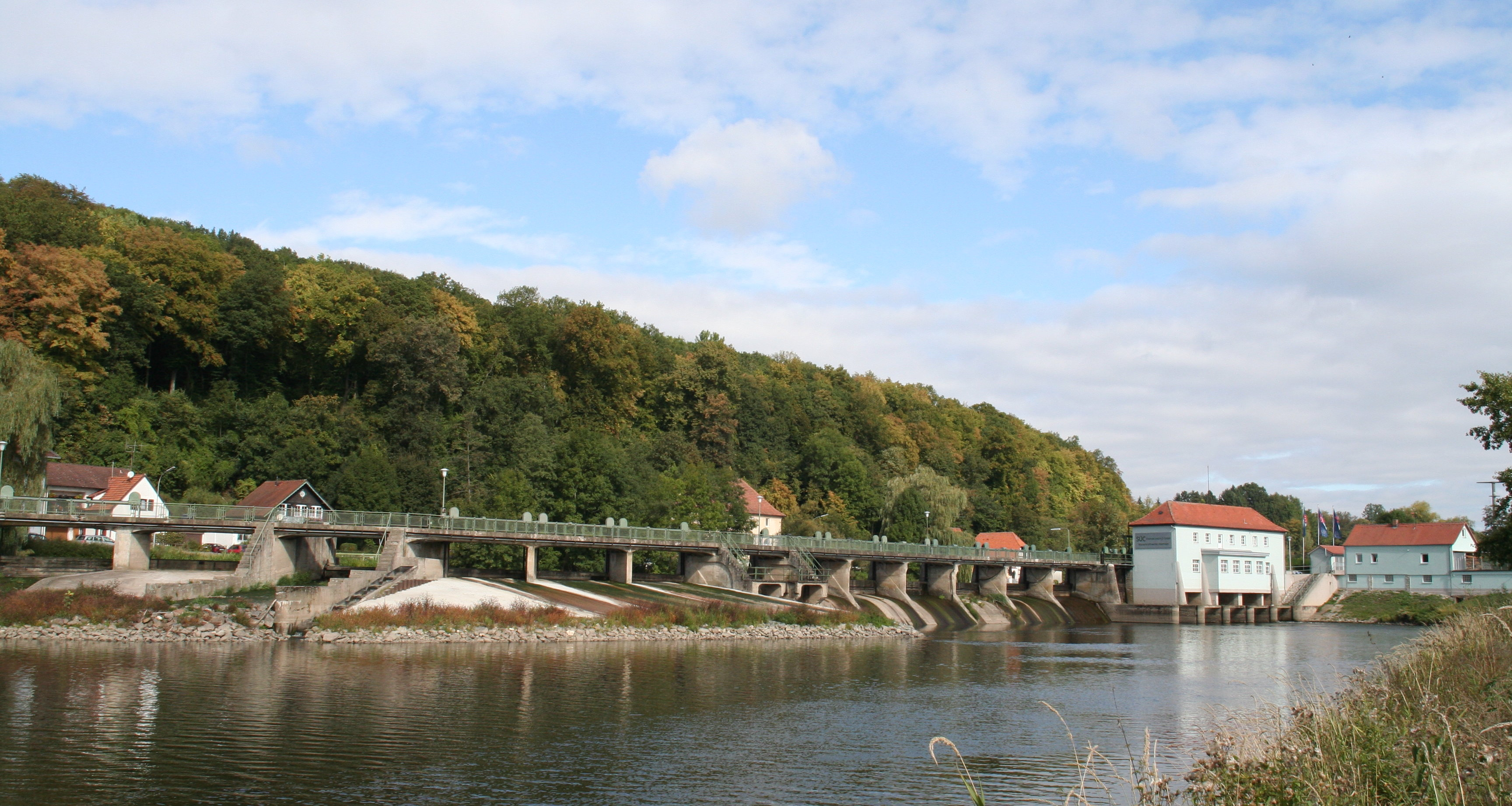
Wasserkraftwerk Hausen am Obermain

Fischer war von 1919 bis 1929 Mitglied der DNVP. Zum 1. Mai 1930 trat er in die NSDAP (Mitgliedsnummer 235.734) und im November 1931 in die SA (Standarte 95) ein. In der Partei war er in Coburg als Kreisamtsleiter tätig und in der SA Ende 1933 zum Sturmführer befördert worden. Im Mai 1932 wurde Fischer als Betriebsbaurat im von der NSDAP regierten Coburg eingestellt und arbeitete als Betriebsleiter der städtischen Elektrizitätswerke. Dort betreute er als Werksdezernent den Bau des Wasserkraftwerkes Hausen am Obermain, das im September 1934 in Betrieb genommen wurde.
Im März 1933 wurde Fischer stellvertretender Sonderkommissar im Bezirksamt Coburg. Ihm oblagen die Verhaftungen und Verhöre von Regimegegnern und Juden, wobei die Häftlinge im Regelfall misshandelt wurden.
Nachdem der ehemalige Coburger Oberbürgermeister Franz Schwede im Juli 1934 durch Adolf Hitler zum Gauleiter im Gau Pommern ernannt worden war, folgte ihm Fischer im November 1934 und wurde dort Landesbaurat. In der Partei war er in Pommern als Gauamtsleiter des Amtes für Technik im Gau Pommern tätig, in der SA wurde er bis Mai 1937 zum Sturmbannführer befördert.
Schwede unterstützte Fischer in Pommern, indem er eine große Anzahl von Mitarbeitern zur Entwicklung eines Unterwasserkraftwerkes zur Verfügung stellte. Daraus resultierte der Bau des Wasserkraftwerkes Rostin an der Persante, das die NS-Propaganda als erstes Unterwasserkraftwerk der Welt feierte. Die Konstruktion ist durch ein Krafthaus gekennzeichnet, das im überfluteten Wehrbau untergebracht ist. Fischer entwarf sie aus den bekannten Elementen des Wehrkraftwerkes und der Rohrturbine mit dem Generator innerhalb eines geschlossenen Kapselgehäuses. Das Patent meldete er am 24. Oktober 1935 an, es wurde aber erst am 24. November 1944 erteilt.
Aufgrund von Problemen mit der Erwärmung des gekapselten Generators ordnete Fischer, wie schon in älteren US-Patenten dargestellt, den Rotor des Generators als Außenkranz an den Enden der fixen Laufschaufeln an und ließ sich diese Bauweise 1936 patentieren. Mit vier nach ihm benannten Arno-Fischer-Turbinen, also horizontal liegenden Propellerturbinen mit Kranzgeneratoren (Straflo-Turbine), wurde als erstes das Kraftwerk in Maria Steinbach an der Iller ausgestattet, das ab 1937 gebaut und am 11. Juli 1938 eingeweiht wurde.
Im Januar 1937 wechselte Fischer nach München in den bayerischen Landesdienst. Ende Juli 1937 wurde er Leiter der Gruppe für Wasserbau, Wasserkraftausnützung und Energieversorgung im Staatsministerium des Innern. Sein Vorgesetzter und Mentor war der damalige Innenminister und Gauleiter Adolf Wagner. Am 30. Januar 1938 folgte die Auszeichnung mit dem Goldenen Ehrenzeichen der NSDAP. Fischer wurde am 5. Juli 1938 zum Ministerialrat im Bayerischen Staatsministerium des Innern ernannt und wurde im Juli 1939 Vorstand der Ministerialbauabteilung sowie im selben Jahr von Fritz Todt zum „Sonderbeauftragten für alle Fragen der Wasserwirtschaft“ in das Hauptamt für Technik der Reichsleitung der NSDAP berufen.
Aufgrund seiner hohen administrativen Stellung – und falls zweckdienlich, auch mit Hilfe der NSDAP – setzte Fischer sein Konzept des Unterwasserkraftwerkes in Bayern durch, obwohl die Bauweise gegenüber der klassischen mit Kaplanturbinen bei Flüssen mit jahreszeitlich schwankender Wassermenge sehr unwirtschaftlich war, insbesondere auch wegen der Notwendigkeit vieler kleiner Turbinen. Mit zwei großen Kaplanturbinen wäre z. B. die Stromproduktion in Maria Steinbach um 22 % höher.
Die Entwurfsarbeiten und die Oberleitung der Baudurchführung der Unterwasserkraftwerke ließ sich Fischer entsprechend honorieren, beispielsweise mit 100.000,- RM beim Saalachkraftwerk Rott. Daneben gründete er zusammen mit Schwede und Wagner 1940 die Arno Fischer Forschungsstätte GmbH. Das Wasserbauforschungsinstitut sollte unter anderem seine Erfindungen auswerten. Es hatte anfangs seinen Sitz in Oberföhring und wurde 1943 nach Hals auf die Baustelle des Kraftwerkes Oberilzmühle verlegt.

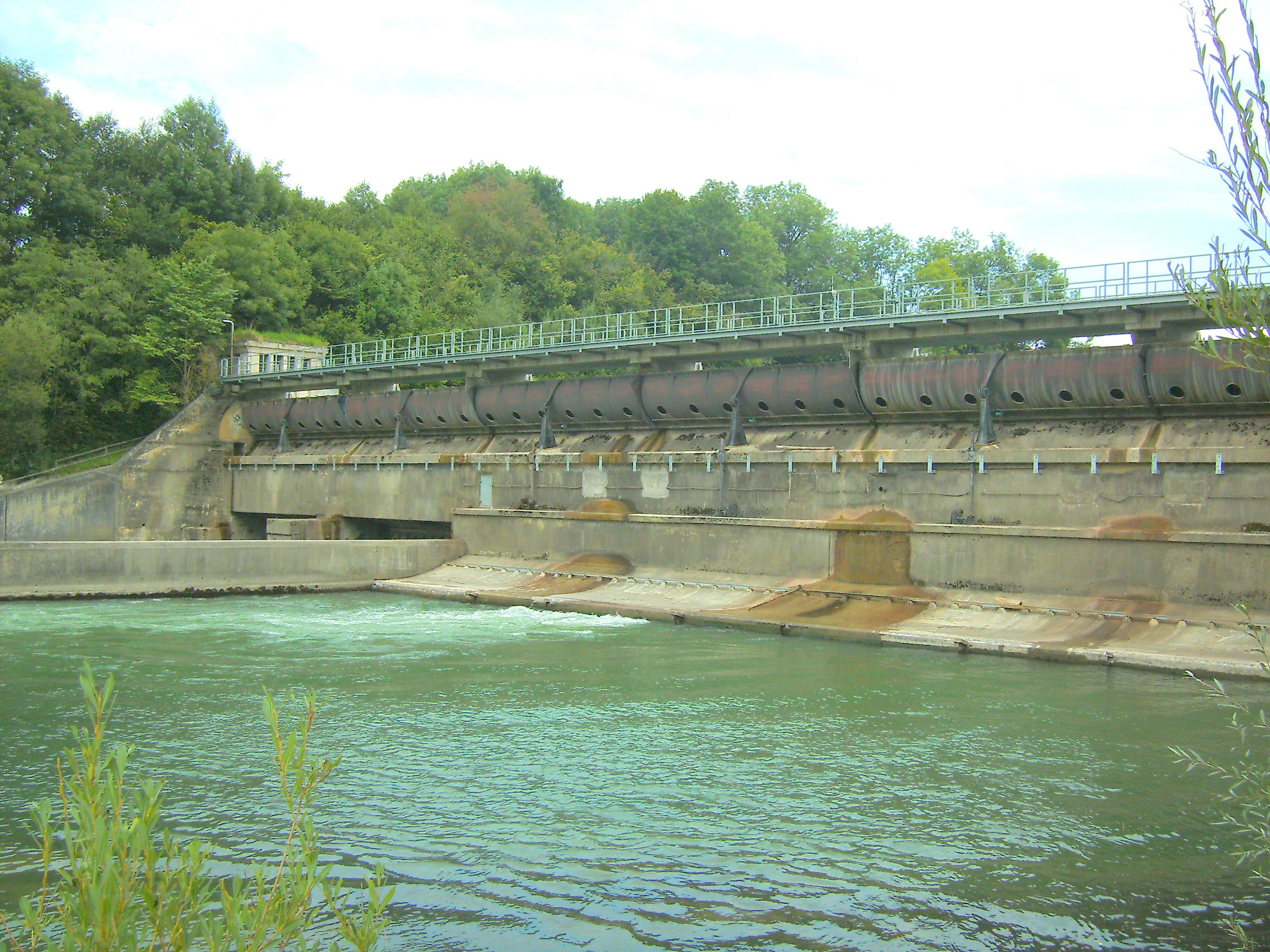
Kraftwerk Maria Steinbach: Erstes realisiertes Stauwerk der zweiten Bauweise „Arno Fischer“

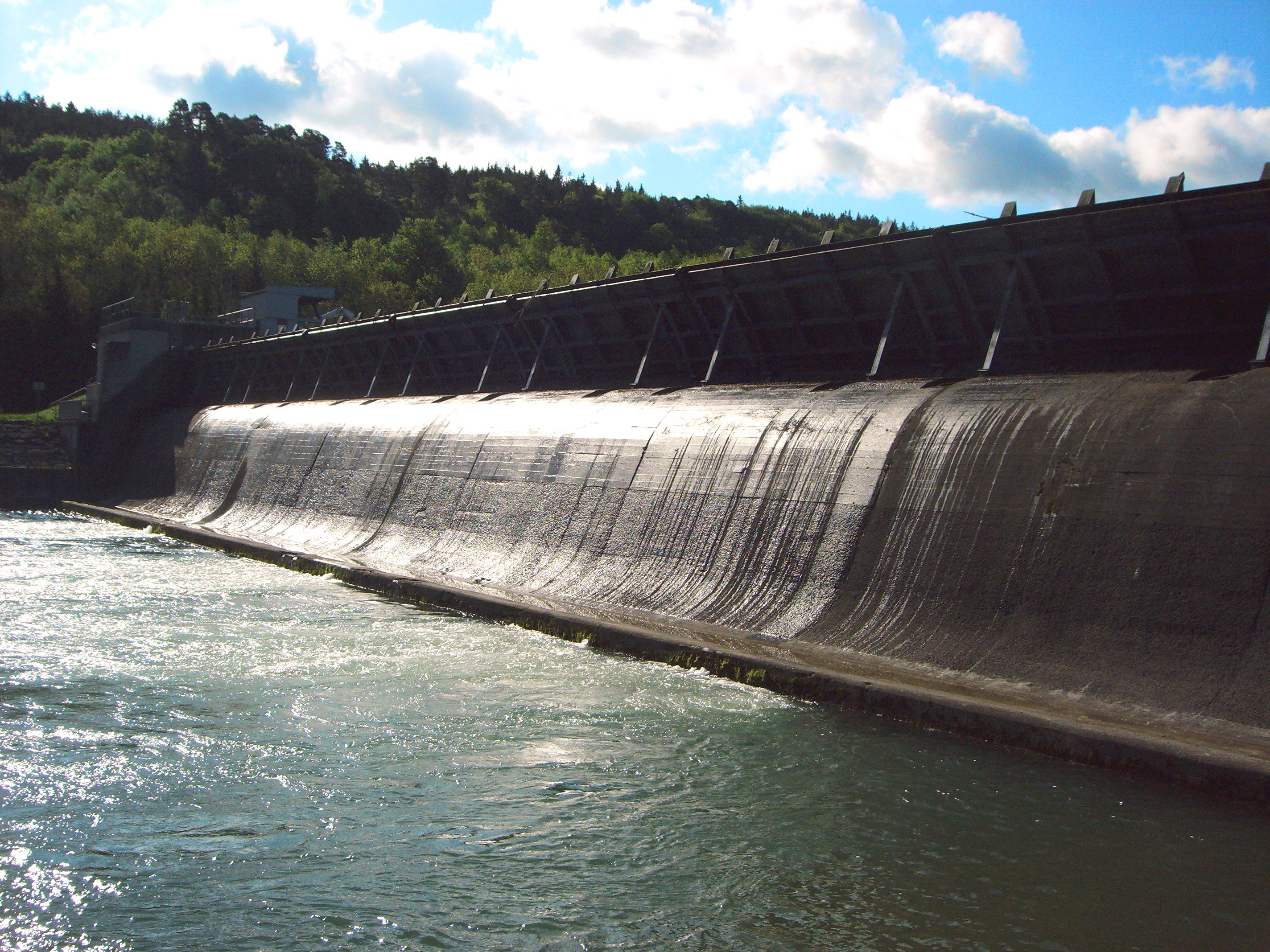
Lechstaustufe 13 – Dornstetten bei Landsberg am Lech

Nach starker Kritik aus der Fachwelt an Fischers Kraftwerkskonzept setzte Adolf Hitler einen Untersuchungsausschuss ein. In der Folge wurde Fischer, der zuvor noch am 12. April 1941 zum Ministerialdirektor befördert worden war, 1941 beurlaubt und gab seine Beamtenstellung im Innenministerium am 10. Juni 1942 auf. Seit März 1940 war er Vorsitzender der Rhein-Main-Donau AG und bis 1943 Aufsichtsratsmitglied des Bayernwerks.
Insgesamt hatte Fischer während seiner amtlichen Tätigkeit im Innenministerium 83 Kraftwerksprojekte in Aussicht gestellt bzw. bereits bewilligt; 64 sollten letztendlich nach seiner Bauweise realisiert werden. Bis 1948 waren von 17 geplanten Anlagen 15 gebaut worden, schwerpunktmäßig an den Oberläufen von Iller und Lech. Innerhalb von neun Jahren hatte Fischer daneben 63 Patente angemeldet.
Nach dem Zweiten Weltkrieg verhaftete die französische Besatzungsmacht Fischer am 26. Mai 1945 und überführte ihn nach Ludwigsburg, wo er bis zum 1. März 1947 interniert war. Nach einer Verhaftung wegen Untreue im Juli 1947 floh Fischer im Mai 1948 nach Paris, das er 1951 in Richtung Saarbrücken verließ, um der juristischen Verantwortung seiner Taten zu entgehen, denn in München war er am 12. November 1948 in Abwesenheit in einem Spruchkammerverfahren als Hauptbeschuldigter zu sechs Jahren Arbeitslager, Vermögenseinzug und zehn Jahren Berufsverbot verurteilt worden. Die Berufungskammer bestätigte am 10. März 1950 das Urteil. Unter anderem steht in der Begründung: „Was insbesondere das Ausmaß des Nutzens betrifft, den der Betroffene für sich und andere aus seiner Verbindung mit der nationalsozialistischen Gewaltherrschaft gezogen hat, so ist dieses zahlenmäßig nicht genau festzustellen. Es handelt sich im ganzen um Millionenbeträge“. Mitte der 1950er Jahre kehrte Fischer nach Deutschland zurück, nachdem die Strafen größtenteils erlassen worden waren. Ein Ermittlungsverfahren aus dem Jahre 1964 gegen Fischer wegen der Ermordung von vier KZ-Häftlingen, die in seiner Versuchsanstalt in Hals arbeiteten und 1944 auf der Flucht erschossen wurden, wurde wegen nicht erwiesener Beteiligung 1965 eingestellt.